# ビル・ジョイの法則
コンピューティングにおけるビル・ジョイの法則（ビル・ジョイのほうそく）は、アメリカのコンピュータ技術者でサン・マイクロシステムズの共同創業者ビル・ジョイが1983年に提唱したプロセッサに関する経験則をいう。「プロセッサーの最大性能は1年単位で毎年倍増する」という法則である。
例えば、SはMIPSを表し、Yは年（year）を意味する。
{\displaystyle S=2^{Y-1984}}
また、同じビル・ジョイが提唱した法則にビル・ジョイの法則 (マネジメント)があるが、当記事とは関係ない。